# Francesca Salvalajo
Francesca Salvalajo (Mirano, 20 luglio 1972) è un'ex nuotatrice italiana.

## Carriera
Era specializzata nei 100 e 200 metri dorso, ma capace di comportarsi bene anche nelle medie distanze stile libero; infatti ha vinto il suo unico titolo italiano ai campionati estivi del 1993 a Roma negli 800 metri.
Nelle grandi competizioni internazionali ha nuotato le gare individuali nel dorso e ha fatto parte della staffetta 4×200 m stile libero; nel 1992 ha partecipato ai giochi della XXV Olimpiade di Barcellona, fermandosi alle batterie dei 200 m dorso; l'anno dopo è andata sicuramente meglio: ha vinto due medaglie d'oro ai Giochi del Mediterraneo, arrivando prima in entrambe le gare del dorso, nei 100 m davanti a Sabrina Cocchi e nei 200 ha battuto Chiara Giavi. Agli europei di Sheffield è stata finalista sia nei 200 m dorso che con la staffetta 4×200 m, con cui è arrivata quinta assieme a Caterina Borgato, Cecilia Vallorini e Cecilia Vianini.
Si è comportata bene anche ai campionati del mondo del 1994 di Roma: è ancora riuscita ad arrivare in finale nei 200 m dorso con Lorenza Vigarani ed è giunta settima nella staffetta 4×200 m stile libero con Caterina Borgato, Cecilia Vianini e Ilaria Tocchini. Ora è allenatrice della squadra assoluti della Gymnasium pordenone.

## Palmarès
| Giochi Olimpici            | 100 m dorso             | 200 m dorso             | ---                            |
| -------------------------- | ----------------------- | ----------------------- | ------------------------------ |
| 1992 Barcelona Spagna      | ---                     | 20ª in batteria 2'16"89 | ---                            |
| Campionati mondiali        | 100 m dorso             | 200 m dorso             | 4×200 m st. libero             |
| 1994 Roma Italia           | 21ª in batteria 1'05"26 | 6ª 2'13"93              | 7ª - 8'23"78 frazione: 2'06"21 |
| Campionati europei         | 100 m dorso             | 200 m dorso             | 4×200 m st. libero             |
| 1993 Sheffield Regno Unito | 5ª in finale B 1'04"80  | 5ª 2'13"82              | 5ª - 8'13"79 :                 |
| Giochi del Mediterraneo    | 100 m dorso             | 200 m dorso             | ---                            |
| 1993 Narbonne Francia      | Oro 1'04"80             | Oro 2'14"82             | ---                            |

### Campionati italiani
1 titolo individuale
- 1 negli 800 m stile libero

| Anno | Edizione    | st.libero 200 m | st.libero 800 m | st.libero 4×100 m | st.libero 4×200 m | dorso 100 m | dorso 200 m |
| ---- | ----------- | --------------- | --------------- | ----------------- | ----------------- | ----------- | ----------- |
| 1990 | Primaverili | -               | -               | -                 | -                 | -           | 3           |
| 1990 | Estivi      | -               | -               | -                 | -                 | -           | 3           |
| 1991 | Primaverili | -               | -               | -                 | -                 | -           | 2           |
| 1992 | Primaverili | -               | -               | -                 | -                 | -           | 2           |
| 1992 | Estivi      | -               | -               | -                 | -                 | -           | 2           |
| 1993 | Primaverili | -               | -               | -                 | -                 | -           | 2           |
| 1993 | Estivi      | -               | 1               | -                 | -                 | 2           | 2           |
| 1994 | Primaverili | -               | -               | -                 | -                 | 2           | 3           |
| 1994 | Estivi      | -               | -               | -                 | -                 | 2           | 2           |
| 1995 | Primaverili | 3               | -               | -                 | 2                 | -           | 2           |
| 1995 | Estivi      | -               | -               | -                 | 2                 | -           | -           |
| 1996 | Primaverili | -               | -               | 2                 | 2                 | -           | -           |